# Dystebenna stephensi
Dystebenna stephensi — вид лускокрилих комах родини злакових молей-мінерів (Elachistidae).

## Поширення
Вид поширений в Центральній Європі, Великій Британії, на півдні Швеції, в Криму та західному Закавказзі.

## Опис
Розмах крил становить 8-9 мм.

## Спосіб життя
Імаго літають з кінця червня по вересень, і їх можна знайти в на стовбурі дерева-господаря. Личинки харчуються дубом (Quercus) та каштаном (Castanea). Вони харчуються під корою, віддаючи перевагу зрілим деревам. Виявити личинок можна за помаранчевим фрасом на стовбурі. Вид зимує в стадії лялечки.